# Scymnus limbatus
Scymnus limbatus es una especie de escarabajo del género Scymnus,  familia Coccinellidae. Fue descrita científicamente por Stephens en 1832.
Se distribuye por la región paleártica. Mide 1,7-2 milímetros de longitud. Vive sobre sauces y álamos cerca del agua.